# Amīrlū
Amīrlū (persiska: اَميرلو) är en ort i Iran.   Den ligger i provinsen Zanjan, i den nordvästra delen av landet, 270 km väster om huvudstaden Teheran. Amīrlū ligger 1 774 meter över havet och antalet invånare är 547.
Terrängen runt Amīrlū är huvudsakligen platt, men åt sydost är den kuperad.Runt Amīrlū är det ganska tätbefolkat, med 52 invånare per kvadratkilometer. Närmaste större samhälle är Zarrīnābād, 7,7 km nordost om Amīrlū. Trakten runt Amīrlū består i huvudsak av gräsmarker.